# おはよう茨城
『おはよう茨城』（おはよういばらき）は、1979年10月7日から2011年3月27日までフジテレビ（関東ローカル）で放送された茨城県の広報番組。

## 概要
「茨城県では今どんな事が起こっているか」などをテーマに、茨城県の今を考えるという主旨で行われていた。また、茨城県の行事や祭りなども紹介していた。また、一部の回では手話放送を行っていた。第1回目（1979年10月7日放送）では、「動く県政教室」をテーマに放送。タイトル画ならびにこの回の一部は、最終回でも放送された。
茨城県には関東他県のような独立民放テレビ局が存在せず、また全都道府県で唯一地元県域民放テレビ局が無いため、テレビ放送を使った広報をキー局であるフジテレビの枠を購入して行っていた。そのため、茨城県だけでなく、関東地方や沖縄県大東島地方を始めとしたフジテレビが視聴可能な地域で視聴できた。
番組開始以来数回タイトルロゴとテーマ曲を変えていたが、最終回時点のタイトルロゴとテーマ曲は2009年10月から使われていた。また、後年はプレゼントコーナーも紹介されるようになった。
2011年3月27日放送分をもって終了し、32年の歴史に幕を下ろした。当番組の終了は東日本大震災（同3月11日）発生前にすでに決まっていたもので、日曜日早朝枠で視聴者層が固定され、また番組をホームページに二次利用できないなどの問題などの影響があったためとしている。

### 番組終了後の茨城県テレビ広報
本番組の終了後から1か月して、同年4月22日よりテレビ朝日『ちい散歩』金曜日の番組内にて同県のインフォマーシャル『磯山さやかの旬刊!いばらき』を放送開始（事実上の局移籍）。2018年4月より、同様に現在放送中の『じゅん散歩』金曜日番組内にて『カミナリの「たくみにまなぶ」→いばらぎ推し』が放送中である。
また、本番組終了から8年後の2019年9月より、本番組と同じフジテレビの関東ローカル枠にて、県の農産物の魅力を発信するキャンペーン「茨城は、かじってみなくちゃ、わからない!ガブリシャス!イバラキ!」のインフォマーシャルを放送開始し、フジテレビでの茨城県広報が復活した。同インフォマーシャルには『ポンキッキシリーズ』のメインキャラクターを長年務め、現在もBSフジ『ガチャムク』やCMなどで活躍するガチャピン&ムックと、「いばらき大使」を務める野菜ソムリエの緒方湊（史上最年少野菜ソムリエプロ）が出演。『ノンストップ!』などの番組内で放送されている他、フジテレビオンデマンド（FOD）や県のインターネットテレビ・いばキラTVのYouTube版にて配信されている。

## 放送時間
※すべて日本時間 (JST) で記す。
| 放送期間  | 放送期間  | 曜日   | 時刻        | 分   |
| --------- | --------- | ------ | ----------- | ---- |
| 1979.10.7 | 1981.9    | 日曜日 | 6:55 - 7:00 | 5分  |
| 1981.10   | 1981.12   | 日曜日 | 6:45 - 7:00 | 15分 |
| 1982.1    | 1989.3    | 土曜日 | 7:45 - 8:00 | 15分 |
| 1989.4    | 1997.3    | 土曜日 | 7:00 - 7:15 | 15分 |
| 1997.4    | 1998.3    | 土曜日 | 6:15 - 6:30 | 15分 |
| 1998.4    | 2003.9    | 日曜日 | 6:45 - 7:00 | 15分 |
| 2003.10   | 2005.3    | 日曜日 | 6:30 - 6:45 | 15分 |
| 2005.4    | 2011.3.27 | 日曜日 | 6:15 - 6:30 | 15分 |

## 新春対談
毎年1月には「新春対談」と称し、茨城県知事と著名人（または番組リポーター）が対談をする模様を放送していた。
- 2003年：白石美帆（常陸大宮市出身）
- 2005年：川上美智子（茨城キリスト教大学教授）
- 2007年：磯山さやか（鉾田市出身、いばらき大使）
- 2008年：林家まる子、磯山さやか
- 2009年：羽田美智子（常総市出身、いばらき大使）
- 2010年：林家まる子、庄司麻衣、江戸むらさき

## リポーター
- 林家まる子（1998年度 - 2010年度）
- 庄司麻衣（2008年度 - 2010年度）
- 江戸むらさき（2008年度 - 2010年度）
- 石崎佳代子（2008年度 - 2010年度）
- 関戸めぐみ
- 安藤幸代
- 中川祐子（2003 - 2007年度）
- 江本理恵（現・えもとりえ、不定期）
- ほか